# Сугоклия
Сугоклия (укр. Сугоклія; также Сухокле́я, укр. Сухоклія) — река на Украине, протекает по Кировоградской области. Правый приток Ингула (бассейн Южного Буга). Длина — 60 км. Площадь водосборного бассейна 983 км². Уклон 2,0 м/км.
Берёт начало севернее села Червоновершка. Течёт по территории Кропивницкого района Кировоградской области.
Долина широкая, равнинного характера, пойма двусторонняя, русло шириной до 5 м. В среднем течении встречаются выходы докембрийских пород (граниты и гнейсы). Сооружено множество прудов. Используется для хозяйственных нужд, рыборазведения, орошения.

## Притоки
- 20-й км: Дрюкова; правый; длина — 22 км[1].
- 30-й км: Водяная; правый; длина — 14 км[1].
- 33-й км: Саваклей; правый; длина — 28 км[1].